# Eduard Sachau

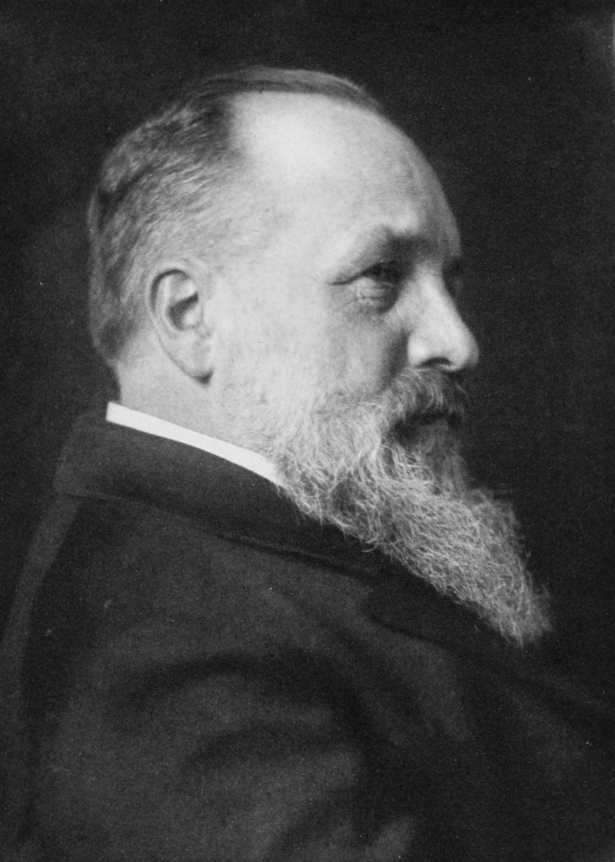
Eduard Sachau (vor 1915)

Eduard Sachau (* 20. Juli 1845 in Neumünster; † 17. September 1930 in Berlin; vollständiger Name Carl Eduard Sachau) war ein deutscher Orientalist, insbesondere Semitist. Er war ab 1876 Professor für Orientalistik an der Friedrich-Wilhelms-Universität zu Berlin und ab 1887 erster Direktor des Berliner Seminars für Orientalische Sprachen. Er heiratete in Berlin am 2. Mai 1880 Emma Marx (1853–1941), eine Enkelin des liberalen Politikers David Hansemann. Aus der Ehe gingen drei Söhne und zwei Töchter hervor.

## Leben und Wirken
Sachau studierte orientalische, insbesondere semitische Philologie an den Universitäten Kiel und Leipzig (u. a. bei Heinrich Leberecht Fleischer). 1864 wurde er Mitglied der Burschenschaft Teutonia zu Kiel. Er wurde 1867 an der Friedrichs-Universität Halle-Wittenberg promoviert, sein Dissertationsthema war das al-Mu'arab des arabischen Grammatikers al-Jawaliqi aus dem 12. Jahrhundert. Sachau wurde 1869 außerordentlicher und 1872 ordentlicher Professor der semitischen Philologie an der Universität Wien.
Als Nachfolger Julius Heinrich Petermanns wechselte er 1876 an die Friedrich-Wilhelms-Universität zu Berlin, wo er Ordinarius für Orientalistik und 1887 Direktor des neu gegründeten Seminars für Orientalische Sprachen wurde. Sachau unternahm ausgedehnte Reisen in den Orient: 1879–80 durch Syrien und Mesopotamien, 1897–98 erneut in Mesopotamien (zusammen mit dem Archäologen Robert Koldewey). Besonders seine Studien über das Syrische und andere aramäische Dialekte sind bemerkenswert. Eduard Sachau wirkte als Berater bei Planung und Bau der Bagdadbahn mit.
Er wurde 1873 zum korrespondierenden Mitglied der Wiener Akademie der Wissenschaften gewählt, 1887 zum ordentlichen Mitglied der Königlich-Preußischen Akademie der Wissenschaften. Außerdem war er Ehrenmitglied der Royal Asiatic Society in London und der American Oriental Society sowie korrespondierendes Mitglied der British Academy und der Russischen Akademie der Wissenschaften. Die Universität Oxford verlieh ihm 1902 die Ehrendoktorwürde (Hon. D.Litt). 1906 zeichnete Preußen ihn als Geheimen Oberregierungsrat aus.

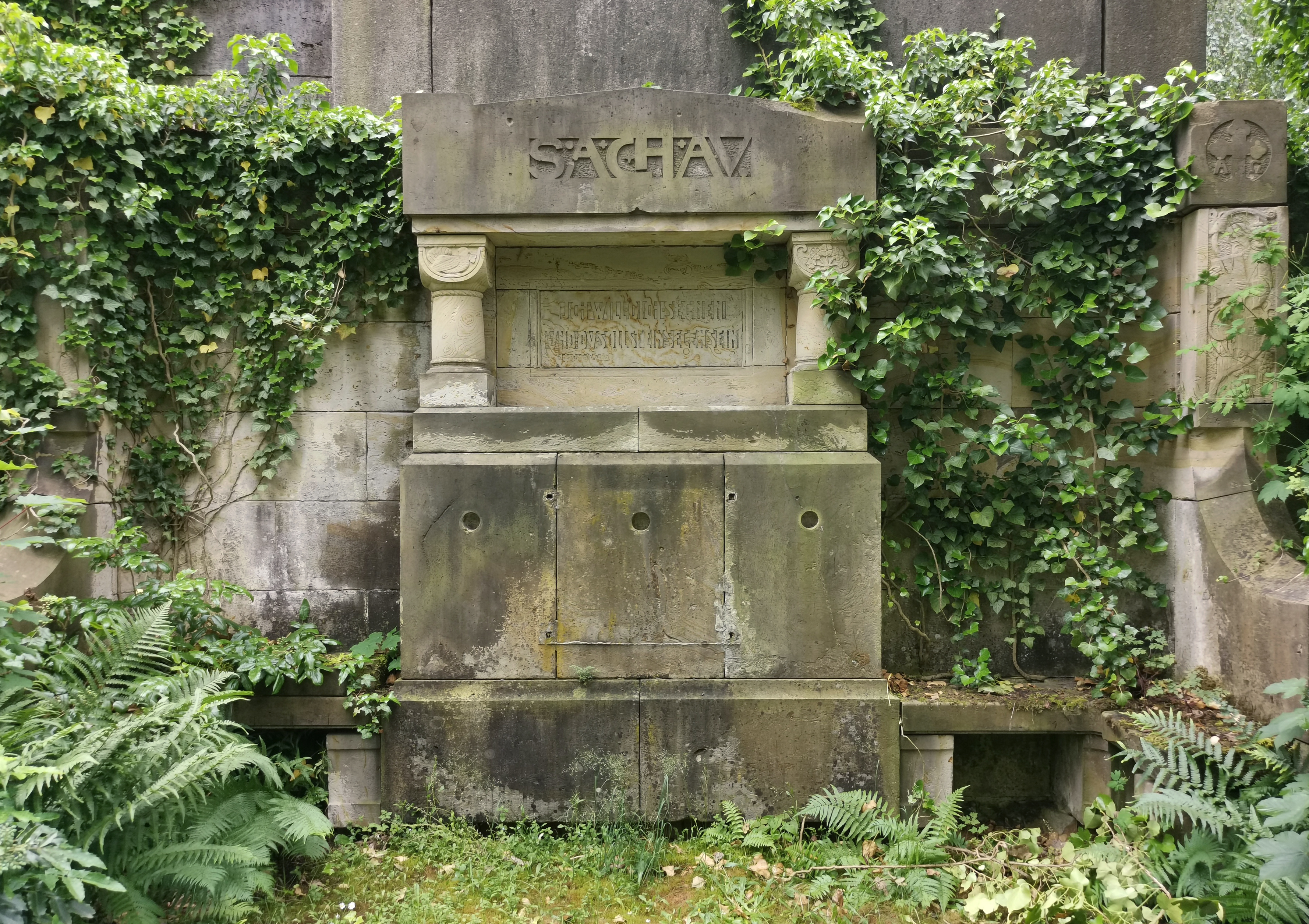
Grabanlage (fragmentiert) Südmauer

Zu Sachaus akademischen Schülern zählten in seiner Wiener Zeit David Heinrich Müller, in Berlin Hubert Grimme (Promotion 1886), Mark Lidzbarski (1893), Josef Horovitz (1898), Eugen Mittwoch (1899; einer der Begründer der modernen Islamwissenschaften in Deutschland) sowie Oskar Rescher (1909).
Ein marmornes Porträt Eduard Sachaus schuf Adolf Brütt zum 70. Geburtstag des Gelehrten 1915.
Eduard Sachau starb 1930 im Alter von 85 Jahren in Berlin. Sein Grab befindet sich auf dem Kaiser-Wilhelm-Gedächtnis-Friedhof in Berlin-Westend. Eines von mehreren Reliefs an dem repräsentativen Wandgrab aus Sandstein zeigt einen alten Mann mit einem Buch und der Aufschrift „EX ORIENTE LUX“.

## Schriften (Auswahl)
- Muhammedanisches Recht nach schafiitischer Lehre. Stuttgart 1897. Deutsche Übersetzung und Erklärung des Muchtasar Abī Schudschāʿ nach Ibrāhīm al-Bādschūrī einschließlich des arabischen Originals. (Digitalisat im Internet Archive).
- Alberuni's India. An account of the religion, philosophy, literature, geography, chronology, astronomy, customs, laws and astrology of India about A.D. 1030. Edited in the Arabic original. 2 Bde. London 1887-88. - Paralleltext engl.-arab.
- Generalverwaltung der Königlichen Museen zu Berlin, Aramäische Papyrus und Ostraka aus einer jüdischen Militär-Kolonie zu Elephantine. Altorientalische Sprachdenkmäler des 5. Jahrhunderts v. Chr., bearbeitet von Eduard Sachau, Tafeln, Hinrichs’sche Buchhandlung 1911. Dieses Werk enthält nur fotomechanische Abbildungen der Berliner Papyri aus Elephantine.
- Die Chronik von Arbela. Berlin 1915 (Digitalisat der Universitäts- und Landesbibliothek Sachsen-Anhalt, Halle).
- Arabische Erzählungen aus der Zeit der Kalifen. Hyperion, München 1920. Digitalisat im Internet Archive